# Белмошешть
Белмошешть, Белмошешті (рум. Bălmoșești) — село у повіті Алба в Румунії. Входить до складу комуни Рошія-Монтане.
Село розташоване на відстані 313 км на північний захід від Бухареста, 45 км на північний захід від Алба-Юлії, 65 км на південний захід від Клуж-Напоки.

## Населення
За даними перепису населення 2002 року у селі проживали 103 особи, з них 100 осіб (97,1%) румунів. Усі жителі села рідною мовою назвали румунську.